# آندره دی شیلدز
آندره دی شیلدز (انگلیسی: André De Shields؛ زادهٔ ۱۲ ژانویهٔ ۱۹۴۶) بازیگر، خواننده، کارگردان، رقصنده و طراح رقص اهل ایالات متحده آمریکا است.
از فیلم‌ها یا برنامه‌های تلویزیونی که وی در آن نقش داشته‌است می‌توان به قانون و نظم، دنیایی دیگر، اقدامات شدید، زندان و تیک، تیک… بوم! اشاره کرد.
وی همچنین برندهٔ جوایزی همچون جوایز امی شده‌است.